# Kloostergewelf

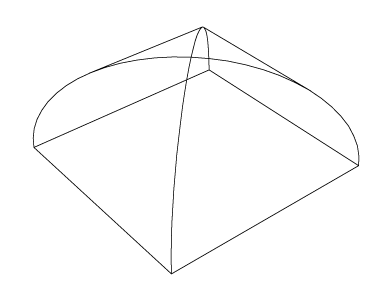
een kloostergewelf

Het kloostergewelf (niet te verwarren met het kruisgewelf), is een gewelf, dat ontstaat als twee gelijke tongewelven elkaar in een rechte hoek van 90° snijden. Het gewelf ontstaat door alle vier muren in een boogvorm op te metselen en is daardoor net het tegendeel van het kruisgewelf of graatgewelf, waar de gewelfkappen de dragende elementen zijn.
Een kloostergewelf kan ook als een vierkante koepel beschouwd worden.

## Voorbeelden

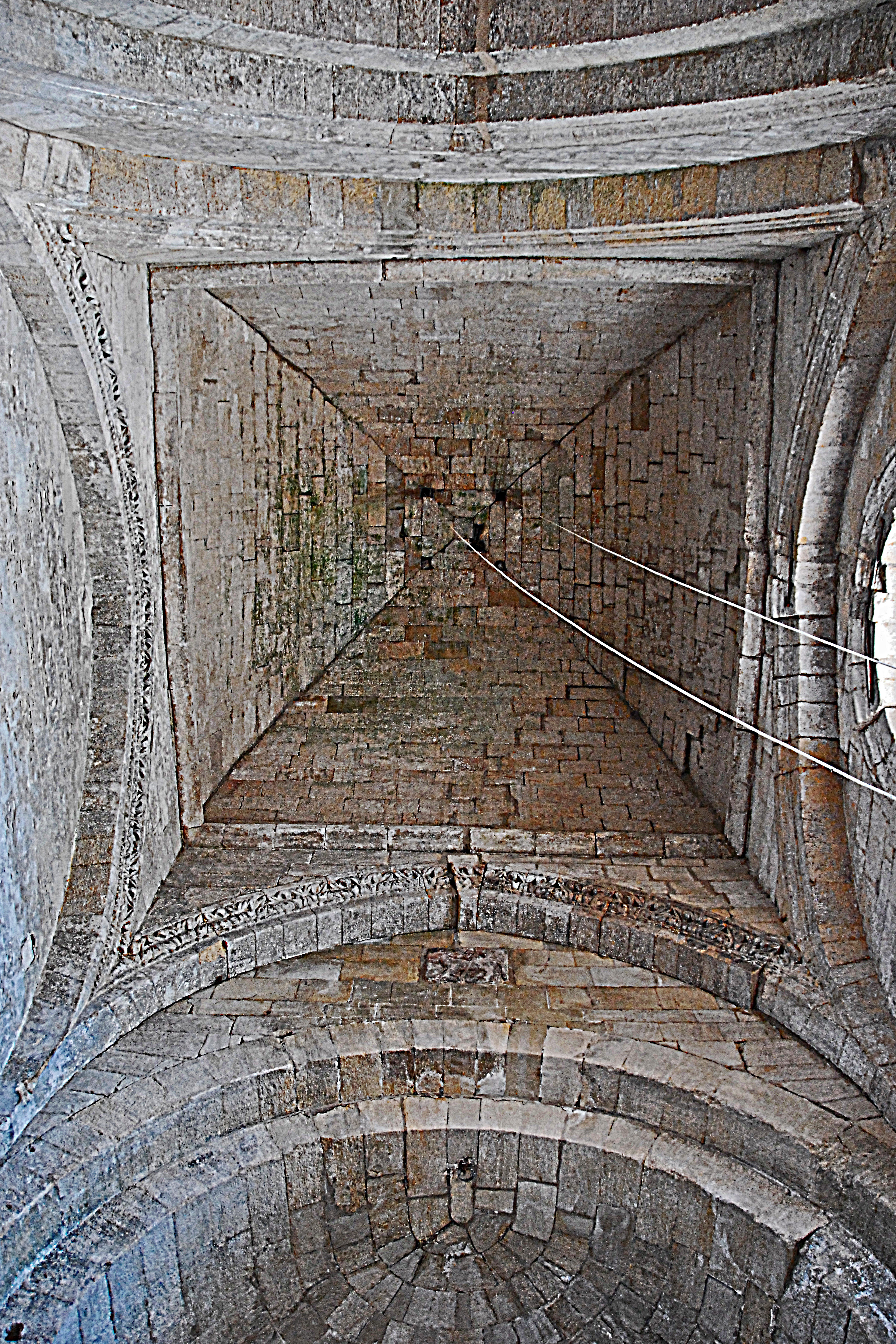
Kloostergewelf in de kerk van Saint-Trinit, Zuid-Frankrijk
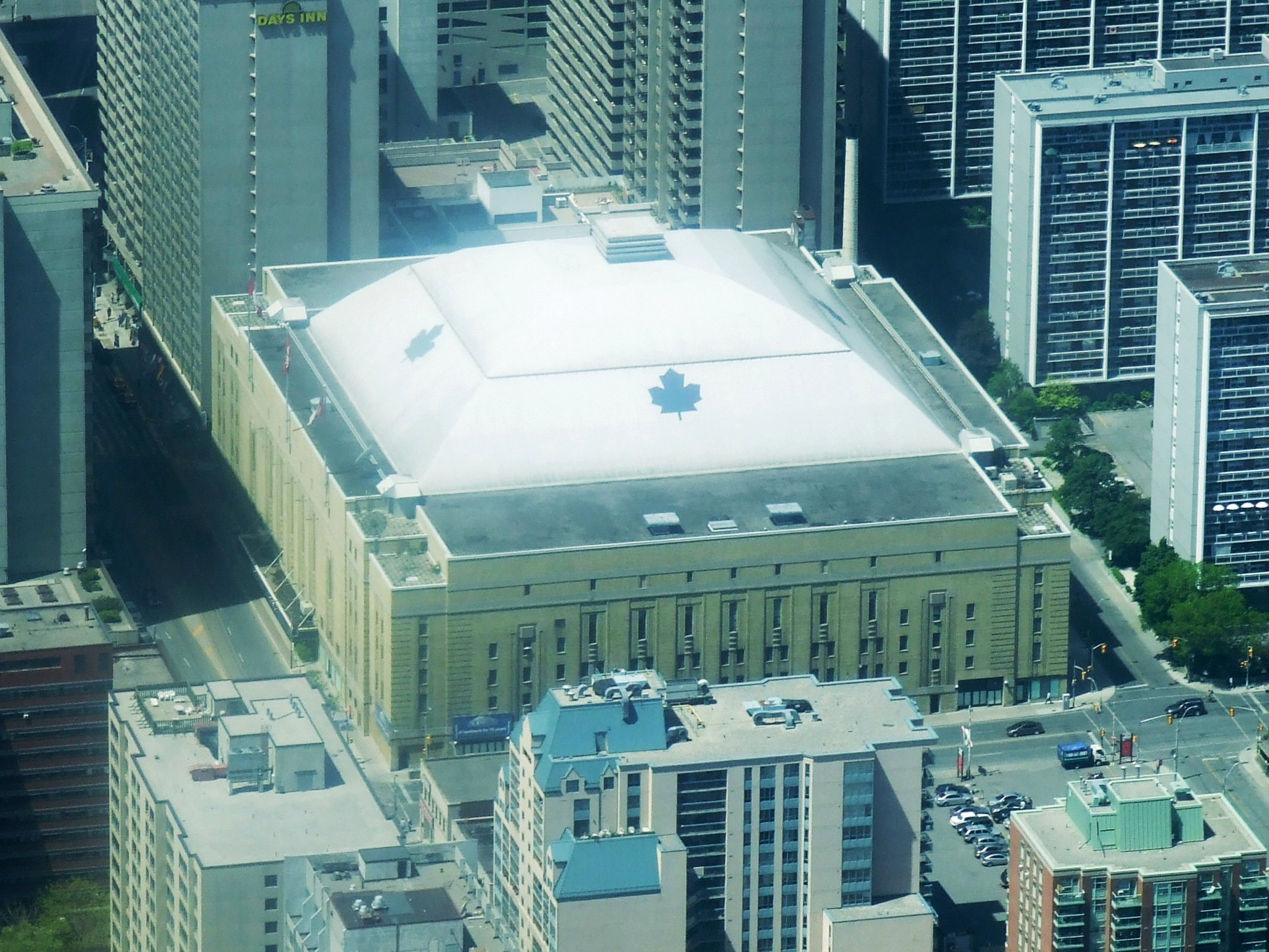
Maple Leaf Gardens arena in  Toronto, Canada